# Cora Diamond
Cora Diamond (nacida en 1937) es una filósofa estadounidense que trabaja sobre el pensamiento de Ludwig Wittgenstein, Gottlob Frege, la filosofía moral, filosofía política, filosofía del lenguaje y filosofía y literatura. Es profesora emérita de Filosofía Kenan en la Universidad de Virginia.

## Trayectoria
Diamond obtuvo su bachillerato en Artes en Swarthmore College, en 1957, y una licenciatura en filosofía de St Hugh's College, Oxford (donde su tutor fue Paul Grice), en 1961. 
Uno de los artículos más conocidos de Diamond, What Nonsense Might Be [Qué sinsentido podría ser], critica la forma en que los positivistas lógicos piensan acerca de los sinsentidos por motivos fregeanos (véase error categorial). 
Otro artículo conocido, Eating Meat and Eating People [Comer carne y comer gente], examina la naturaleza retórica y filosófica de las actitudes contemporáneas hacia los derechos de los animales. 
Los escritos de Diamond sobre el Wittgenstein "temprano" (la era de Tractatus Logico-Philosophicus) y el "tardío" (la era de las Investigaciones filosóficas) la han convertido en una influencia destacada en el nuevo enfoque wittgensteiniano propuesto por Alice Crary, James F. Conant y otros.
Diamond ha publicado una colección de ensayos titulada The Realistic Spirit: Wittgenstein, Philosophy, and the Mind [El espíritu realista: Wittgenstein, la filosofía y la mente]. Es la editora de Wittgenstein's Lectures on the Foundations of Mathematics: Cambridge 1939, una colección de conferencias recopiladas a partir de las notas de los estudiantes de Wittgenstein Norman Malcolm, Rush Rhees, Yorick Smythies y R. G. Bosanquet.
Wittgenstein and the Moral Life: Essays in Honor of Cora Diamond [Wittgenstein y la vida moral: ensayos en honor a Cora Diamond] (editado por Alice Crary) incluye ensayos de Crary, John McDowell, Martha Nussbaum, Stanley Cavell y James F. Conant, entre otros.